# Chrono Cross
Chrono Cross (jap.: クロノ・クロス, Kurono Kurosu) ist ein Computer-Rollenspiel der Firma Square (mittlerweile Square Enix). Es erschien 1999 in Japan und 2000 in den USA für PlayStation als Nachfolger von Chrono Trigger.

## Handlung
Die Geschichte in Chrono Cross spielt im fiktiven El-Nido-Archipel und handelt von Serge, welcher zehn Jahre zuvor eigentlich hätte ertrinken sollen, aber durch eine geheimnisvolle Macht davor bewahrt wurde. Durch diesen Vorfall spaltete sich die Welt in zwei parallele Dimensionen; in der einen Dimension – Home World – überlebt er und lebt zehn Jahre weiter, bis das Spiel anfängt. In der anderen Dimension – Another World – ertrinkt Serge an einem Strand nahe seiner Heimatstadt.
Die Geschichte dreht sich anfangs um den luchsartigen Lynx, welcher vorerst wie der spätere Hauptgegner erscheint, und später hauptsächlich um Serges (unbewusste) Aufgabe, Prinzessin Schalas Bindung vom Time Devourer zu lösen. Der Time Devourer ist eine Art Symbiont, der aus dem Hauptgegner von Chrono Trigger, Lavos, und Schala, Prinzessin des magischem Reiches Zeal, bei einem Vorfall in selbigem um 12.000 v. Chr. entstanden ist. Jahrtausende später entdeckt Belthasar, welcher durch denselben Vorfall weit durch die Zeit geworfen wurde und ein früherer Guru von Zeal ist, dass der Time Devourer die gesamte Raumzeit verschlingen will. Daraufhin setzt er eine äußerst komplexe Kette von Ereignissen in Gang, die Serge auf seinem Weg leiten, um mit einem Artefakt namens Chrono Cross die Dimensionen wieder zu verschmelzen, den Time Devourer zu vernichten und Schala zu befreien.
Auch, wenn Chrono Cross viele Elemente von Radical Dreamers verwendet, sind die Geschichten beider Spiele nicht in Einklang zu bringen. Deshalb beschlossen die Spieldesigner, dass die Geschehnisse in Radical Dreamers zwar stattgefunden haben, allerdings in einer anderen Dimension als der, in der Chrono Cross spielt. Dies wird im Spiel auch in Chronopolis, einer durch ein fehlgeschlagenes Experiment in der Zeit zurückgeworfenen Stadt, angedeutet, in welcher man das an einem Computer lesen kann. Chronopolis wiederum überwacht nach dem Vorfall den El-Nido-Archipel, um ein Zeitparadoxon zu verhindern, welches die Existenz von Chronopolis in der Zukunft gefährden würde.

### Charaktere
Es gibt 44 spielbare Charaktere (plus Serge) im Spiel, welche jeweils in sechs Element-Kategorien unterteilt werden. Jeder Charakter hat wiederum zwei bis drei individuelle Techniken, die bei manchen Charakterkombinationen auch kombiniert werden können, sogenannte Double bzw. Triple Techs. An manchen Stellen des Spiels werden die Beziehungen der Charaktere untereinander offenbart.

## Spielprinzip
Das Spiel hat, ähnlich wie Final Fantasy, Kämpfe, welche in einem eigenen Bildschirm gezeigt und ausgetragen werden, allerdings sind im Gegensatz zu den meisten Final-Fantasy-Teilen die Gegner grundsätzlich vorher auf der Karte sichtbar, also nicht zufällig.
Kämpfe laufen rundenbasiert ab, es kann zwischen leichten, normalen und schweren Schlägen ausgewählt werden, wobei die Trefferwahrscheinlichkeit variiert. Nach jedem gelungenen Treffer baut sich die Element-Leiste aus, mit der Elemente, das Zauber-Derivat des Spiels, beschworen werden können. Es gibt keine Erfahrungspunkte, wie sonst in einem Rollenspiel üblich, sondern die Eigenschaftswerte der Charaktere bauen sich Kampf für Kampf auf, allerdings in gewissen Grenzen: Um exzessives Grinding zu minimieren, wächst die Stärke eines Charakters nur bis zu einem bestimmten Punkt, ab dem es erforderlich wird, einen für das Weiterführen der Story wichtigen Zwischengegner zu bezwingen, um die Stärke noch weiter ausbauen zu dürfen.
Unüblich ist auch die relative Schwäche an Trefferpunkten, mit denen einige, manchmal sogar wichtige Zwischengegner versehen sind. Stattdessen neigen besonders mächtige Gegner eher dazu, das Elementsystem geschickt gegen den Spieler einzusetzen, statt einfach mit bloßer Masse an durch imaginäre Punkte dargestellter Lebenskraft Treffer um Treffer aufzusaugen. Dadurch wird eher das strategische und taktische Geschick eines Spielers gefordert als bei vielen ähnlichen Spielen, bei denen nur allzu oft dem Spieler reines Durchhaltevermögen und Geduld abverlangt werden. Andere Besonderheiten des Spielsystems sind die Möglichkeiten, sich nach einem Kampf automatisch aus dem eigenen Fundus an Elemente und Heilgegenständen heilen zu lassen und aus jedem Kampf, selbst gegen Zwischengegner, fliehen zu können.
Gespeichert werden kann überall auf der Weltkarte, oder in Locations an sogenannten Records of Fate. Hinzugefügt wurde auch die Möglichkeit, wichtige Gegenstände an bestimmten Orten auszuwählen und zu benutzen, analog zu alten Adventurespielen. Das führt zu einem Grad an Interaktivität, der vielen Konsolen-RPGs fehlt.

## Entwicklung
Chrono Cross ist der Nachfolger des Spiels Chrono Trigger für das SNES, allerdings arbeitete ein anderes Team an dem Spiel. Das Charakterdesign wurde von Nobuteru Yūki entworfen, für die Musik zeichnete Yasunori Mitsuda verantwortlich.
Im Jahre 1996 wurde für das japanische Satellaview-Add-On für Nintendos Super Famicom (in Europa als SNES bekannt) ein illustriertes Textadventure namens Radical Dreamers veröffentlicht, auf dessen Geschichte Chrono Cross basiert. Es wurden einige Teile der Geschichte von Radical Dreamers in Chrono Cross übernommen, allerdings darf Chrono Cross nicht als Erweiterung oder Remake gesehen werden, da sich manche Teile der Geschichte sehr stark voneinander unterscheiden. Der auffälligste Unterschied zwischen Chrono Cross und Radical Dreamers liegt in der Abwesenheit des Charakters Magus, welcher in Chrono Trigger eine tragende Rolle spielte. Es war zwar ursprünglich geplant, Magus ins Spiel zu integrieren, die Idee wurde aber fallen gelassen, da die Entwickler es als schwierig erachteten, seine Geschichte neben den anderen 44 Charakteren einleuchtend zu etablieren.
Wie ein Großteil der zum damaligen Zeitpunkt veröffentlichten Spiele von Square (wie z. B. auch Parasite Eve, Brave Fencer Musashi, Legend of Mana oder Xenogears) wurde auch Chrono Cross nicht in Europa veröffentlicht. Hintergrund für diese Entscheidung ist wohl ein technischer: Das Spiel beinhaltet verschiedene Charaktere, welche teilweise einen unterschiedlichen Dialekt haben. Für die US-Version des Spiels wurde ein Dialektgenerator programmiert, der, bedingt durch die relativ einfache englische Grammatik, für jeden Charakter einen individuellen Dialekt zuließ. Dadurch, dass die deutschen Dialekte zum Teil sehr unterschiedliche Grammatiken besitzen, und die daraus resultierenden wirtschaftlichen Aspekte einer deutschen Übersetzung, wurde erst die Lokalisation und danach die europäische Einführung insgesamt fallen gelassen.

## Rezeption
Chrono Cross wird insgesamt positiv bewertet. Bei Metacritic hält das Spiel 94 von 100 Punkten, aufbauend auf 16 Kritiken. Aus 488 Nutzerbewertungen ergibt sich ein Stand von 8,8 aus 10 Punkten (Stand August 2023). In den USA hatte das Spiel gute Verkaufszahlen, fielen in Japan allerdings enttäuschend aus. Mit Blick auf den Vorgänger wird Chrono Cross meist als würdiger Nachfolger mit wesentlichen Verbesserungen betrachtet, beispielsweise bei der Spielmechanik. Die Handlung wird von vielen im Vergleich als sehr komplex empfunden. Die meisten Dialoge bei Chrono Cross müsse man sehr genau durchlesen, um der Geschichte weitgehend folgen zu können, ganz im Gegensatz zu Chrono Trigger, welches sehr geradlinig verlaufe.
In einer Retrospektive der Spielezeitschrift Edge wird die Handlung von Chrono Cross als „abschreckend unübersichtlich“ bezeichnet. Obwohl das Spiel Nachfolger von Chrono Trigger ist, seien Einflüsse aus Final Fantasy VII und Xenogears stärker spürbar. Die Rolle der Zeit, zentraler Bestandteil der Handlung und Spielmechanik beider Spiele, sei jedoch der größte Unterschied zwischen den beiden. Während der Spieler in Chrono Trigger durch die Zeit reist und sich ihm dabei Verbündete aus allen Epochen anschließen, bleibt Chrono Cross in der Gegenwart, von der es jedoch zwei abweichende Versionen gibt. Statt Gegenwart und Vergangenheit miteinander zu verknüpfen, werden Realität und alternative Wirklichkeit gegenübergestellt. Darüber hinaus werden Vergleiche zu Final Fantasy IX, Final Fantasy VIII und Resonance of Fate gezogen. Das humorvolle Charakterdesign und ein fesselndes Kampfsystem seien es jedoch wert, das Spiel von Zeit zu Zeit erneut zu spielen.
In seinem Test für IGN fasst David Zdyrko das Videospiel als „epische Rollenspielerfahrung“ zusammen und vergibt 9,7 von 10 möglichen Punkten. Der Erfolg von Chrono Trigger habe schon vor Veröffentlichung des Nachfolgers für hohe Erwartungen gesorgt, die das fertige Spiel tatsächlich alle erfüllt habe. Chrono Cross stelle eines der „besten Rollenspiele für die PlayStation“ dar und übertreffe sogar die Qualität der Final-Fantasy-Reihe. Einzig die Musik stößt auf etwas Kritik. Insgesamt sei der Soundtrack „großartig“, aber keines der Lieder bleibe wirklich im Gedächtnis.
Andrew Vestal vergibt für das US-amerikanische Onlinemagazin GameSpot die Höchstwertung; Crono Cross habe alles richtig gemacht. Man begleite die liebenswerten Charaktere bei einem schrulligen und unterhaltsamen Streifzug durch die Zeit, der mit einer unvergleichlichen Präsentation und denkwürdigen Kulissen aufwarte. Das liege wohl auch an dem selbsternannten „Dream Team“ bestehend aus Szenarist Yuji Hori (Dragon Quest), Produzent Hironobu Sakaguchi (Final Fantasy) und Charakterdesigner Akira Toriyama (Dragon Ball Z).
Das deutsche Videospielmagazin 4Players vergibt in seiner Gesamtwertung 91 %. In „Sachen Sound und Grafik“ mache Chrono Cross seinem Vorgänger „alle Ehre“, auch das „Gameplay wurde gut weiterentwickelt“. Nur die fröhliche Stimmung von Chrono Trigger sei nicht mehr „gemeistert“ worden. Insgesamt sei es ein „sehr schönes RPG dass sich von der Masse durch innovatives Gameplay“ abhebe.

## Nachfolger
Square Enix ließ Ende 2001 in den USA ein Warenzeichen mit dem Namen Chrono Break eintragen, was Spekulationen über einen möglichen Nachfolger auslöste. Am 12. November 2003 wurde die Eintragung wieder rückgängig gemacht, allerdings nur in den USA. In Japan hält Square Enix nach wie vor die Rechte an dem Namen. Konzepte aus dem geplanten Nachfolger flossen später in die Entwicklung von Final Fantasy Dimensions II mit ein.